# Gatsby (sándwich)
El Gatsby es un sándwich típico de Ciudad del Cabo, en Sudáfrica, el cual está relleno de papas fritas, salsa y otros ingredientes.

## Origen
El origen del sándwich Gatsby está en la Ciudad del Cabo, aunque ya es popular en toda la provincia del Cabo Occidental. 
Particularmente, se originó en 1976 en el suburbio de Athlone (área de Cape Flats). El dueño de una tienda de alimentos, Rashaad Pandy, quería servir una comida rápida pero abundante a los trabajadores que lo ayudaban a renovar su tienda. Rellenó una hogaza grande y redonda con slap chips (papas al estilo sudafricano, con vinagre), salchicha polony y el encurtido achaar. Así rellena la cortó en varias partes y la sirvió. Uno de los trabajadores al que apodaban Froggy exclamó que aquel sándwich improvisado era un «golpe de Gatsby», en alusión a la película El gran Gatsby que se había proyectado en un cine de Athlone. El nombre se quedó y Pandy posteriormente ofreció el sándwich en su tienda. El sándwich creció en popularidad y se adaptó a un panecillo estilo francés. Entre los habitantes de Capeton, este sándwich se recomienda popularmente como «cura para la resaca».